# Mistrzostwa Świata w Piłce Nożnej 2026 (eliminacje strefy CAF)
Ten artykuł dotyczy trwającego lub niedawnego wydarzenia sportowego. Informacje w nim zamieszczone mogą się zmienić lub zdezaktualizować wraz z postępem zdarzenia. Początkowe doniesienia, wyniki lub statystyki mogą być niepewne. Ostatnie aktualizacje do tego artykułu mogą nie odzwierciedlać najbardziej aktualnych informacji.
Eliminacje do Mistrzostw Świata w Piłce Nożnej 2026 w strefie CAF, które odbędą się w Kanadzie, Stanach Zjednoczonych oraz Meksyku.

## Format
Wraz z rozszerzeniem liczby uczestników Mundialu do 48 drużyn, CAF zdecydowało się zmienić zasady eliminacji. Format rozgrywek ogłoszono 19 maja 2023. Składa się on z dwóch rund, które mają wyłonić 9 uczestników Mistrzostw Świata 2026 oraz uczestnika baraży interkontynentalnych.
- Pierwsza runda – udział wezmą wszystkie zgłoszone afrykańskie federacje, podzielone na 9 grup po sześć drużyn. Zwycięzcy awansują do mistrzostw świata, najlepszych czterech wicemistrzów przystąpi do drugiej rundy, a pozostałe drużyny stracą szanse na awans na Mistrzostwa Świata 2026.
- Druga runda – zagrają 4 zespoły (najlepsi wicemistrzowie grup pierwszej rundy). Rozegrają one półfinały i finał. Zwycięzca finału zagra w barażach interkontynentalnych.

## Uczestnicy i ich rozstawienie
W eliminacjach biorą udział wszystkie 54 afrykańskie reprezentacje zrzeszonych w FIFA. 13 lipca 2023 odbyło się losowanie pierwszej rundy kwalifikacji. Poniższa lista uczestników prezentuje rozstawienie drużyn w poszczególnych koszykach tego losowania. W nawiasie podano miejsce w rankingu FIFA z lipca 2023.
Tuż przed startem rozgrywek z eliminacji wycofała się Erytrea. Powodem były obawy rządu odnośnie wykorzystania meczów wyjazdowych do ucieczki z kraju przez piłkarzy.
| Koszyk 1 |
| --- |
| - Maroko (14) - Senegal (18) - Tunezja (31) - Algieria (33) - Egipt (34) - Nigeria (39) - Kamerun (42) - Mali (51) - Wybrzeże Kości Słoniowej (52) |

| Koszyk 2 |
| --- |
| - Burkina Faso (56) - Ghana (60) - Południowa Afryka (63) - Republika Zielonego Przylądka (66) - Demokratyczna Republika Konga (69) - Gwinea (81) - Zambia (84) - Gabon (85) - Gwinea Równikowa (91) |

| Koszyk 3 |
| --- |
| - Uganda (92) - Benin (93) - Mauretania (101) - Kenia (105) - Kongo (106) - Madagaskar (108) - Gwinea Bissau (112) - Namibia (114) - Angola (116) |

| Koszyk 4 |
| --- |
| - Mozambik (117) - Gambia (119) - Sierra Leone (120) - Togo (122) - Malawi (123) - Tanzania (124) - Zimbabwe (125) - Republika Środkowoafrykańska (126) - Libia (127) |

| Koszyk 5 |
| --- |
| - Niger (128) - Komory (130) - Sudan (131) - Rwanda (139) - Burundi (140) - Etiopia (142) - Eswatini (146) - Botswana (147) - Liberia (148) |

| Koszyk 6 |
| --- |
| - Lesotho (151) - Sudan Południowy (167) - Mauritius (180) - Czad (181) - Wyspy Świętego Tomasza i Książęca (186) - Dżibuti (191) - Seszele (194) - Erytrea (195) - Somalia (196) |

## Terminarz
| Runda          | Nr kolejki | Termin                 |
| -------------- | ---------- | ---------------------- |
| Pierwsza runda | 1.         | 15-18 listopada 2023   |
| Pierwsza runda | 2.         | 19-21 listopada 2023   |
| Pierwsza runda | 3.         | 3-11 czerwca 2024      |
| Pierwsza runda | 4.         | 3-11 czerwca 2024      |
| Pierwsza runda | 5.         | 17-25 marca 2025       |
| Pierwsza runda | 6.         | 17-25 marca 2025       |
| Pierwsza runda | 7.         | 1-9 września 2025      |
| Pierwsza runda | 8.         | 1-9 września 2025      |
| Pierwsza runda | 9.         | 6-14 października 2025 |
| Pierwsza runda | 10.        | 6-14 października 2025 |
| Druga runda    | Półfinały  | 10-18 listopada 2025   |
| Druga runda    | Finał      | 10-18 listopada 2025   |

## Pierwsza runda
W tej rundzie wezmą udział 54 zespoły strefy CAF. Zostały one podzielone na dziewięć grup. Każda z grup liczy sześć zespołów. Zwycięzcy grup awansują do mistrzostw świata, natomiast czterech najlepszych wicemistrzów walczy w drugiej rundzie o grę w barażu interkontynentalnym. Podział na koszyki zaprezentowano w sekcji Uczestnicy i ich rozstawienie.

### Grupa A
| Lp. | Drużyna       | M | Z | R | P | B+ | B– | +/– | Pkt | Kwalifikacja                     |     | Egipt | Burkina Faso | Sierra Leone | Etiopia | Gwinea Bissau | Dżibuti |
| --- | ------------- | - | - | - | - | -- | -- | --- | --- | -------------------------------- | --- | ----- | ------------ | ------------ | ------- | ------------- | ------- |
| 1   | Egipt         | 6 | 5 | 1 | 0 | 14 | 2  | +12 | 16  | Awans na Mistrzostwa Świata 2026 |     |       | 2–1          | 1–0          | wrz     | paź           | 6–0     |
| 2   | Burkina Faso  | 6 | 3 | 2 | 1 | 13 | 7  | +6  | 11  | Możliwy awans do drugiej rundy   |     | wrz   |              | 2–2          | paź     | 1–1           | 4–1     |
| 3   | Sierra Leone  | 6 | 2 | 2 | 2 | 7  | 7  | 0   | 8   |                                  |     | 0–2   | paź          |              | wrz     | 3–1           | 2–1     |
| 4   | Etiopia       | 6 | 1 | 3 | 2 | 7  | 7  | 0   | 6   |                                  | 0–2 | 0–3   | 0–0          |              | paź     | 6–1           |         |
| 5   | Gwinea Bissau | 6 | 1 | 3 | 2 | 5  | 7  | −2  | 6   |                                  | 1–1 | 1–2   | wrz          | 0–0          |         | wrz           |         |
| 6   | Dżibuti       | 6 | 0 | 1 | 5 | 4  | 20 | −16 | 1   |                                  | paź | wrz   | paź          | 1–1          | 0–1     |               |         |

### Grupa B
| Lp. | Drużyna                       | M | Z | R | P | B+ | B– | +/– | Pkt | Kwalifikacja                     |     | Demokratyczna Republika Konga | Senegal | Sudan | Togo | Sudan Południowy | Mauretania |
| --- | ----------------------------- | - | - | - | - | -- | -- | --- | --- | -------------------------------- | --- | ----------------------------- | ------- | ----- | ---- | ---------------- | ---------- |
| 1   | Demokratyczna Republika Konga | 6 | 4 | 1 | 1 | 7  | 2  | +5  | 13  | Awans na Mistrzostwa Świata 2026 |     |                               | wrz     | paź   | 1–0  | 1–0              | 2–0        |
| 2   | Senegal                       | 6 | 3 | 3 | 0 | 8  | 1  | +7  | 12  | Możliwy awans do drugiej rundy   |     | 1–1                           |         | wrz   | 2–0  | 4–0              | paź        |
| 3   | Sudan                         | 6 | 3 | 3 | 0 | 8  | 2  | +6  | 12  |                                  |     | 1–0                           | 0–0     |       | 1–1  | 1–1              | paź        |
| 4   | Togo                          | 6 | 0 | 4 | 2 | 4  | 7  | −3  | 4   |                                  | paź | 0–0                           | wrz     |       | 1–1  | 2–2              |            |
| 5   | Sudan Południowy              | 6 | 0 | 3 | 3 | 2  | 10 | −8  | 3   |                                  | wrz | paź                           | 0–3     | paź   |      | 0–0              |            |
| 6   | Mauretania                    | 6 | 0 | 2 | 4 | 2  | 9  | −7  | 2   |                                  | 0–2 | 0–1                           | 0–2     | wrz   | wrz  |                  |            |

### Grupa C
| Lp. | Drużyna           | M | Z | R | P | B+ | B– | +/– | Pkt | Kwalifikacja                     |     | Południowa Afryka | Rwanda | Benin | Nigeria | Lesotho | Zimbabwe |
| --- | ----------------- | - | - | - | - | -- | -- | --- | --- | -------------------------------- | --- | ----------------- | ------ | ----- | ------- | ------- | -------- |
| 1   | Południowa Afryka | 6 | 4 | 1 | 1 | 10 | 5  | +5  | 13  | Awans na Mistrzostwa Świata 2026 |     |                   | paź    | 2–1   | wrz     | 2–0     | 3–1      |
| 2   | Rwanda            | 6 | 2 | 2 | 2 | 4  | 4  | 0   | 8   | Możliwy awans do drugiej rundy   |     | 2–0               |        | paź   | 0–2     | 1–1     | 0–0      |
| 3   | Benin             | 6 | 2 | 2 | 2 | 6  | 7  | −1  | 8   |                                  |     | 0–2               | 1–0    |       | 2–1     | wrz     | wrz      |
| 4   | Nigeria           | 6 | 1 | 4 | 1 | 7  | 6  | +1  | 7   |                                  | 1–1 | wrz               | paź    |       | 1–1     | 1–1     |          |
| 5   | Lesotho           | 6 | 1 | 3 | 2 | 4  | 5  | −1  | 6   |                                  | wrz | 0–1               | 0–0    | paź   |         | paź     |          |
| 6   | Zimbabwe          | 6 | 0 | 4 | 2 | 5  | 9  | −4  | 4   |                                  | paź | wrz               | 2–2    | 1–1   | 0–2     |         |          |

### Grupa D
| Lp. | Drużyna                       | M | Z | R | P | B+ | B– | +/– | Pkt | Kwalifikacja                     |     | Republika Zielonego Przylądka | Kamerun | Libia | Angola | Mauritius | Eswatini |
| --- | ----------------------------- | - | - | - | - | -- | -- | --- | --- | -------------------------------- | --- | ----------------------------- | ------- | ----- | ------ | --------- | -------- |
| 1   | Republika Zielonego Przylądka | 6 | 4 | 1 | 1 | 7  | 5  | +2  | 13  | Awans na Mistrzostwa Świata 2026 |     |                               | wrz     | 1–0   | 0–0    | 1–0       | paź      |
| 2   | Kamerun                       | 6 | 3 | 3 | 0 | 12 | 4  | +8  | 12  | Możliwy awans do drugiej rundy   |     | 4–1                           |         | 3–1   | paź    | 3–0       | wrz      |
| 3   | Libia                         | 6 | 2 | 2 | 2 | 6  | 7  | −1  | 8   |                                  |     | paź                           | 1–1     |       | 1–1    | 2–1       | wrz      |
| 4   | Angola                        | 6 | 1 | 4 | 1 | 4  | 4  | 0   | 7   |                                  | 1–2 | 1–1                           | wrz     |       | wrz    | 1–0       |          |
| 5   | Mauritius                     | 6 | 1 | 2 | 3 | 6  | 10 | −4  | 5   |                                  | wrz | paź                           | paź     | 0–0   |        | 2–1       |          |
| 6   | Eswatini                      | 6 | 0 | 2 | 4 | 4  | 9  | −5  | 2   |                                  | 0–2 | 0–0                           | 0–1     | paź   | 3–3    |           |          |

### Grupa E
| Lp. | Drużyna  | M | Z | R | P | B+ | B– | +/– | Pkt | Kwalifikacja                     |     | Maroko | Tanzania | Zambia | Niger | Kongo | Erytrea |
| --- | -------- | - | - | - | - | -- | -- | --- | --- | -------------------------------- | --- | ------ | -------- | ------ | ----- | ----- | ------- |
| 1   | Maroko   | 5 | 5 | 0 | 0 | 14 | 2  | +12 | 15  | Awans na Mistrzostwa Świata 2026 |     |        | 2–0      | 2–1    | wrz   | paź   | anul.   |
| 2   | Tanzania | 5 | 3 | 0 | 2 | 5  | 4  | +1  | 9   | Możliwy awans do drugiej rundy   |     | 0–2    |          | paź    | wrz   | 3–0   | anul.   |
| 3   | Zambia   | 5 | 2 | 0 | 3 | 9  | 7  | +2  | 6   |                                  |     | wrz    | 0–1      |        | paź   | 4–2   | anul.   |
| 4   | Niger    | 4 | 2 | 0 | 2 | 6  | 4  | +2  | 6   |                                  | 1–2 | 0–1    | 2–1      |        | paź   | anul. |         |
| 5   | Kongo    | 5 | 0 | 0 | 5 | 2  | 19 | −17 | 0   |                                  | 0–6 | wrz    | 0–3      | 0–3    |       | anul. |         |
| 6   | Erytrea  | 0 | 0 | 0 | 0 | 0  | 0  | 0   | 0   | Wycofana                         |     | anul.  | anul.    | anul.  | anul. | anul. |         |

1. ↑  Kongo zostało zawieszone 6 lutego 2025 w trakcie trwania eliminacji za bezprawną ingerencję osób trzecich w działania federacji piłkarskiej[8]. Zawieszenie zostało jednak zniesione 14 maja 2025[9]. Natomiast mecze rozgrywane w marcu 2025 z Tanzanią i Zambią zostały uznane za walkower na niekorzyść Konga.
2. ↑  Kongo zostało zawieszone 6 lutego 2025 w trakcie trwania eliminacji za bezprawną ingerencję osób trzecich w działania federacji piłkarskiej[8]. Zawieszenie zostało jednak zniesione 14 maja 2025[9]. Natomiast mecze rozgrywane w marcu 2025 z Tanzanią i Zambią zostały uznane za walkower na niekorzyść Konga.
3. ↑  Kongo zostało zawieszone 6 lutego 2025 w trakcie trwania eliminacji za bezprawną ingerencję osób trzecich w działania federacji piłkarskiej[8]. Zawieszenie zostało jednak zniesione 14 maja 2025[9]. Natomiast mecze rozgrywane w marcu 2025 z Tanzanią i Zambią zostały uznane za walkower na niekorzyść Konga.
4. ↑  Niger wygrał 3–0 walkowerem, po tym jak Kongo odmówiło wyjazdu na mecz do Demokratycznej Republiki Konga, gdy uznano, że ich stały stadion nie spełnia wymogów organizacyjnych[10].
5. ↑  Erytrea wycofała się z udziału w eliminacjach tuż przed startem[11].

### Grupa F
| Lp. | Drużyna                  | M | Z | R | P | B+ | B– | +/– | Pkt | Kwalifikacja                     |     | Wybrzeże Kości Słoniowej | Gabon | Burundi | Kenia | Gambia | Seszele |
| --- | ------------------------ | - | - | - | - | -- | -- | --- | --- | -------------------------------- | --- | ------------------------ | ----- | ------- | ----- | ------ | ------- |
| 1   | Wybrzeże Kości Słoniowej | 6 | 5 | 1 | 0 | 14 | 0  | +14 | 16  | Awans na Mistrzostwa Świata 2026 |     |                          | 1–0   | wrz     | paź   | 1–0    | 9–0     |
| 2   | Gabon                    | 6 | 5 | 0 | 1 | 12 | 6  | +6  | 15  | Możliwy awans do drugiej rundy   |     | wrz                      |       | paź     | 2–1   | 3–2    | 3–0     |
| 3   | Burundi                  | 6 | 3 | 1 | 2 | 13 | 7  | +6  | 10  |                                  |     | 0–1                      | 1–2   |         | paź   | 3–2    | 5–0     |
| 4   | Kenia                    | 6 | 1 | 3 | 2 | 11 | 8  | +3  | 6   |                                  | 0–0 | 1–2                      | 1–1   |         | wrz   | wrz    |         |
| 5   | Gambia                   | 6 | 1 | 1 | 4 | 12 | 13 | −1  | 4   |                                  | 0–2 | paź                      | wrz   | 3–3     |       | 5–1    |         |
| 6   | Seszele                  | 6 | 0 | 0 | 6 | 2  | 30 | −28 | 0   |                                  | paź | wrz                      | 1–3   | 0–5     | paź   |        |         |

### Grupa G
| Lp. | Drużyna  | M | Z | R | P | B+ | B– | +/– | Pkt | Kwalifikacja                     |     | Algieria | Mozambik | Botswana | Uganda | Gwinea | Somalia |
| --- | -------- | - | - | - | - | -- | -- | --- | --- | -------------------------------- | --- | -------- | -------- | -------- | ------ | ------ | ------- |
| 1   | Algieria | 6 | 5 | 0 | 1 | 16 | 6  | +10 | 15  | Awans na Mistrzostwa Świata 2026 |     |          | 5–1      | wrz      | paź    | 1–2    | 3–1     |
| 2   | Mozambik | 6 | 4 | 0 | 2 | 10 | 11 | −1  | 12  | Możliwy awans do drugiej rundy   |     | 0–2      |          | wrz      | 3–1    | paź    | 2–1     |
| 3   | Botswana | 6 | 3 | 0 | 3 | 9  | 8  | +1  | 9   |                                  |     | 1–3      | 2–3      |          | paź    | 1–0    | 2–0     |
| 4   | Uganda   | 6 | 3 | 0 | 3 | 6  | 7  | −1  | 9   |                                  | 1–2 | wrz      | 1–0      |          | 1–0    | wrz    |         |
| 5   | Gwinea   | 6 | 2 | 1 | 3 | 4  | 5  | −1  | 7   |                                  | wrz | 0–1      | paź      | 2–1      |        | 0–0    |         |
| 6   | Somalia  | 6 | 0 | 1 | 5 | 3  | 11 | −8  | 1   |                                  | paź | paź      | 1–3      | 0–1      | wrz    |        |         |

### Grupa H
| Lp. | Drużyna                           | M | Z | R | P | B+ | B– | +/– | Pkt | Kwalifikacja                     |     | Tunezja | Namibia | Liberia | Gwinea Równikowa | Malawi | Wyspy Świętego Tomasza i Książęca |
| --- | --------------------------------- | - | - | - | - | -- | -- | --- | --- | -------------------------------- | --- | ------- | ------- | ------- | ---------------- | ------ | --------------------------------- |
| 1   | Tunezja                           | 6 | 5 | 1 | 0 | 9  | 0  | +9  | 16  | Awans na Mistrzostwa Świata 2026 |     |         | paź     | wrz     | 1–0              | 2–0    | 4–0                               |
| 2   | Namibia                           | 6 | 3 | 3 | 0 | 8  | 2  | +6  | 12  | Możliwy awans do drugiej rundy   |     | 0–0     |         | 1–1     | 1–1              | wrz    | wrz                               |
| 3   | Liberia                           | 6 | 3 | 1 | 2 | 7  | 4  | +3  | 10  |                                  |     | 0–1     | paź     |         | 3–0              | 0–1    | 2–1                               |
| 4   | Gwinea Równikowa                  | 6 | 2 | 1 | 3 | 4  | 8  | −4  | 7   |                                  | wrz | 0–3     | paź     |         | 1–0              | 2–0    |                                   |
| 5   | Malawi                            | 6 | 2 | 0 | 4 | 4  | 6  | −2  | 6   |                                  | 0–1 | 0–1     | wrz     | paź     |                  | 3–1    |                                   |
| 6   | Wyspy Świętego Tomasza i Książęca | 6 | 0 | 0 | 6 | 2  | 14 | −12 | 0   |                                  | paź | 0–2     | 0–1     | wrz     | paź              |        |                                   |

### Grupa I
| Lp. | Drużyna                      | M | Z | R | P | B+ | B– | +/– | Pkt | Kwalifikacja                     |     | Ghana | Komory | Madagaskar | Mali | Republika Środkowoafrykańska | Czad |
| --- | ---------------------------- | - | - | - | - | -- | -- | --- | --- | -------------------------------- | --- | ----- | ------ | ---------- | ---- | ---------------------------- | ---- |
| 1   | Ghana                        | 6 | 5 | 0 | 1 | 15 | 5  | +10 | 15  | Awans na Mistrzostwa Świata 2026 |     |       | paź    | 1–0        | wrz  | 4–3                          | 5–0  |
| 2   | Komory                       | 6 | 4 | 0 | 2 | 9  | 7  | +2  | 12  | Możliwy awans do drugiej rundy   |     | 1–0   |        | paź        | 0–3  | 4–2                          | 1–0  |
| 3   | Madagaskar                   | 6 | 3 | 1 | 2 | 9  | 6  | +3  | 10  |                                  |     | 0–3   | 2–1    |            | 0–0  | wrz                          | wrz  |
| 4   | Mali                         | 6 | 2 | 3 | 1 | 8  | 4  | +4  | 9   |                                  | 1–2 | wrz   | paź    |            | 1–1  | 3–1                          |      |
| 5   | Republika Środkowoafrykańska | 6 | 1 | 2 | 3 | 8  | 13 | −5  | 5   |                                  | paź | wrz   | 1–4    | 0–0        |      | 1–0                          |      |
| 6   | Czad                         | 6 | 0 | 0 | 6 | 1  | 15 | −14 | 0   |                                  | wrz | 0–2   | 0–3    | paź        | paź  |                              |      |

### Ranking drużyn z drugich miejsc
Ani CAF, ani FIFA nie wydały oficjalnego oświadczenia, w jaki sposób wycofanie się Erytrei wpłynie na klasyfikację drużyn, które zajęły drugie miejsce w grupach, ponieważ nie wszystkie grupy mają taką samą liczbę drużyn.
| Lp. | Gr. | Drużyna      | M | Z | R | P | B+ | B– | +/– | Pkt | Kwalifikacja           |
| --- | --- | ------------ | - | - | - | - | -- | -- | --- | --- | ---------------------- |
| 1   | F   | Gabon        | 6 | 5 | 0 | 1 | 12 | 6  | +6  | 15  | Awans do drugiej rundy |
| 2   | D   | Kamerun      | 6 | 3 | 3 | 0 | 12 | 4  | +8  | 12  | Awans do drugiej rundy |
| 3   | B   | Senegal      | 6 | 3 | 3 | 0 | 8  | 1  | +7  | 12  | Awans do drugiej rundy |
| 4   | H   | Namibia      | 6 | 3 | 3 | 0 | 8  | 2  | +6  | 12  | Awans do drugiej rundy |
| 5   | I   | Komory       | 6 | 4 | 0 | 2 | 9  | 7  | +2  | 12  |                        |
| 6   | G   | Mozambik     | 6 | 4 | 0 | 2 | 10 | 11 | −1  | 12  |                        |
| 7   | A   | Burkina Faso | 6 | 3 | 2 | 1 | 13 | 7  | +6  | 11  |                        |
| 8   | E   | Tanzania     | 5 | 3 | 0 | 2 | 5  | 4  | +1  | 9   |                        |
| 9   | C   | Rwanda       | 6 | 2 | 2 | 2 | 4  | 4  | 0   | 8   |                        |

## Druga runda
W tej rundzie wezmą udział 4 zespoły (4 najlepszych wicemistrzów grup pierwszej rundy) z poprzedniej rundy. Rozegrane zostaną dwa półfinały i finał. Zwycięzca finału weźmie udział w barażu interkontynentalnym o awans do finałów MŚ 2026, natomiast pozostałe zespoły tracą szanse na awans.
|  |           |           |           |  |  |       |       |       |
|  | Półfinały | Półfinały | Półfinały |  |  | Finał | Finał | Finał |
|  | Półfinały | Półfinały | Półfinały |  |  | Finał | Finał | Finał |
|  |           |           |           |  |  |       |       |       |
|  |           |           |           |  |  |       |       |       |
|  |           |           |           |  |  |       |       |       |
|  |           |           |           |  |  |       |       |       |
|  |           |           |           |  |  |       |       |       |
|  |           |           |           |  |  |       |       |       |
|  |           |           |           |  |  |       |       |       |
|  |           |           |           |  |  |       |       |       |
|  |           |           |           |  |  |       |       |       |
|  |           |           |           |  |  |       |       |       |
|  |           |           |           |  |  |       |       |       |
|  |           |           |           |  |  |       |       |       |
|  |           |           |           |  |  |       |       |       |

## Strzelcy

### 6 goli
- Mohamed Salah

### 5 goli
- Muhammad Ammura
- Lassina Traoré
- Trézéguet
- Denis Bouanga
- Jordan Ayew
- Kamory Doumbia

### 4 gole
- Vincent Aboubakar
- Musa Barrow
- Michael Olunga
- Rayan Raveloson

### 3 gole
- Steve Mounié
- Bertrand Traoré
- Sudi Abdallah
- Bienvenue Kanakimana
- Bereket Desta
- Abubeker Nassir
- Jim Allevinah
- Pierre-Emerick Aubameyang
- Yankuba Minteh
- Emilio Nsue
- Bryan Mbeumo
- Myziane Maolida
- Ayoub El Kaabi
- Stanley Ratifo
- Victor Osimhen
- Louis Mafouta
- Seko Fofana
- Patson Daka

### 2 gole
- Dokou Dodo
- Kabelo Seakanyeng
- Dango Ouattara
- Abedi Bigirimana
- Bonfils-Caleb Bimenyimana
- Théo Bongonda
- Fiston Mayele
- Samuel Akinbinu
- Gabriel Dadzie
- Zizo
- Philani Mkhontfo
- Muhammed Badamosi
- Ernest Nuamah
- Thomas Partey
- Iñaki Williams
- Aguibou Camara
- Mama Baldé
- Iván Salvador Edú
- Masoud Juma
- El Fardou Ben Nabouhane
- Rafiki Saïd
- Ahmed Krawa'a
- Njiva Rakotoharimalala
- Chifundo Mphasi
- Hakim Ziyech
- Pepo Santos
- Geny Catamo
- Lindsay Rose
- Prins Tjiueza
- Jayden Adams
- Thapelo Morena
- Jamiro Monteiro
- Dailon Livramento
- Jojea Kwizera
- Sadio Mané
- Pape Matar Sarr
- Augustus Kargbo
- Mohamed Eisa
- Kévin Denkey
- Youssef Msakni
- Muhammad Shaban
- Sébastien Haller
- Karim Konaté
- Hamed Junior Traorè
- Tawanda Chirewa

### 1 gol
- Houssem Aouar
- Saïd Benrahma
- Baghdad Bounedjah
- Farès Chaïbi
- Amine Gouiri
- Jaouen Hadjam
- Aïssa Mandi
- Islam Slimani
- Ramiz Zerrouki
- Fredy
- Gelson
- Mabululu
- Jodel Dossou
- Mosha Gaolaolwe
- Mothusi Johnson
- Tebogo Kopelang
- Gape Mohutsiwa
- Mogakolodi Ngele
- Thabang Sesinyi
- Molaodi Tlhalefang
- Josué Tiendrébéogo
- Blati Touré
- Mohamed Zougrana
- Jean-Claude Girumugisha
- Christophe Nduwarugira
- Frédéric Nsabiyumva
- Marius Mouandilmadji
- Meschak Elia
- Charles Pickel
- Yoane Wissa
- Mostafa Mohamed
- Mayibongwe Mabuza
- Andy Junior Magagula
- Menyelu Wondimu
- Guélor Kanga
- Ebou Adams
- Ebrima Colley
- Adama Sidibeh
- Abdul Fatawu Issahaku
- Mohammed Kudus
- Mohammed Salisu
- Antoine Semenyo
- Seydouba Cissé
- Morlaye Sylla
- Zidane Banjaqui
- Tamble Monteiro
- Mauro Rodrigues
- Saúl Coco
- Frank Magri
- Michael Ngadeu-Ngadjui
- Georges-Kévin N’Koudou
- Olivier Ntcham
- Nouhou Tolo
- Kassim M’Dahoma
- Benjaloud Youssouf
- Duke Abuya
- Mohammed Bajaber
- Benson Omala
- Rooney Onyango
- William Wilson
- Mons Bassouamina
- Silvère Ganvoula M’boussy
- Lehlohonolo Fothoane
- Motlomelo Mkhwanazi
- Rethabile Rasethuntša
- Jane Thabantšo
- Nicholas Andrews
- Jimmy Farkarlun
- Terry Sackor
- Sheikh Sesay
- Abdulmoneim Akasha
- Faisal Saleh Al Badri
- Muaid Ellafi
- Ezoo El Mariamy
- Loïc Lapoussin
- Lalaïna Rafanomezantsoa
- Arnaud Randrianantenaina
- Chawanangwa Kawonga
- Lanjesi Nkhoma
- Nene Dorgeles
- Youssoufou Niakaté
- Ibrahima Sissoko
- Nayef Aguerd
- Eliesse Ben Seghir
- Brahim Díaz
- Bilal El Khannouss
- Azzedine Ounahi
- Soufiane Rahimi
- Chadi Riad
- Ismael Saibari
- Alfons Amade
- Clesio Bauque
- Jonathan Muiomo
- Aboubakary Koita
- Abdallahi Mahmoud
- Yannick Aristide
- Kévin Bru
- Mike Gaspard
- Emmanuel Vincent
- Tjipe Karuuombe
- Peter Shalulile
- Boubacar Goumey
- Amadou Moutari
- Youssouf Oumarou
- Semi Ajayi
- Fisayo Dele-Bashiru
- Kelechi Iheanacho
- Raphael Onyedika
- Lyle Foster
- Relebohile Mofokeng
- Khuliso Mudau
- Iqraam Rayners
- Percy Tau
- Themba Zwane
- Vénuste Baboula
- Hugo Gambor
- Geoffrey Kondogbia
- Diney
- Ryan Mendes
- Yannick Semedo
- Gilbert Mugisha
- Innocent Nshuti
- Lamine Camara
- Habib Diallo
- Ismaïla Sarr
- Ryan Henriette
- Lorenzo Hoareau
- Amadou Bakayoko
- Mustapha Bundu
- Curtis Davies
- Musa Noah Kamara
- Ibrahim Turay
- Yusuf Ahmed
- Sakariya Hassan
- Ismael Shirwa
- Mohamed Abdelrahman
- Walieldin Khedr
- Yaser Muzmel
- Saif Thierry
- David Omot Sebit
- Charles M'Mombwa
- Junior Waziri
- Thibault Klidjé
- Khaled Narey
- Elias Achouri
- Firas Ben Larbi
- Mohamed Ali Ben Romdhane
- Seifeddine Jaziri
- Hazem Mastouri
- Yassine Meriah
- Hamza Rafia
- Fahad Bayo
- Rogers Mato
- Travis Mutyaba
- Allan Okello
- Simon Adingra
- Evann Guessand
- Jean-Philippe Krasso
- Christian Kouamé
- Ibrahim Sangaré
- Luís Costa
- Denilson Silva
- Lameck Banda
- Edward Chilufya
- Fashion Sakala
- Marshall Munetsi
- Knowledge Musona
- Walter Musona

### Gole samobójcze
- Charles Pickel (dla  Sudanu)
- Yasser Baldé (dla  Algierii)
- Michael Ngadeu-Ngadjui (dla  Angoli)
- Abdel-Hakim Abdallah (dla  RŚA)
- Younn Zahary (dla  RŚA)
- Aly Abeid (dla  Sudanu)
- Ahmed Abdullahi Abdi (dla  Algierii)
- Lusajo Mwaikenda (dla  Maroka)
- Roger Aholou (dla  Sudanu Południowego)
- Kévin Boma (dla  Senegalu)
- Pedro Mateus (dla  Namibii)